# Michail Wladimirowitsch Iwanow
Michail Wladimirowitsch Iwanow (russisch Михаил Владимирович Иванов; * 18. April 1958 in Moskau) ist ein ehemaliger  sowjetischer Wasserballspieler. Bei Olympischen Spielen und bei Weltmeisterschaften gewann er mit der sowjetischen Nationalmannschaft je eine Gold- und eine Bronzemedaille. Hinzu kamen zwei Goldmedaillen und eine Silbermedaille bei Europameisterschaften.

## Sportliche Karriere
Der 1,88 Meter große Iwanow spielte für Dynamo Moskau.
Seine internationale Karriere begann bei den Olympischen Spielen 1980 in Moskau. Vor heimischem Publikum siegte die sowjetische Mannschaft vor den Jugoslawen und den Ungarn. Im letzten Spiel bezwang das bis dahin ungeschlagene sowjetische Team die jugoslawische Auswahl mit 8:7. Iwanow erzielte im Turnierverlauf zehn Treffer, davon zwei im Spiel gegen Jugoslawien. Im Jahr darauf bei der Europameisterschaft 1981 in Split unterlag das Team aus der Sowjetunion am vierten von sieben Spieltagen der Mannschaft aus der Bundesrepublik Deutschland. Hinter den Deutschen erhielten die sowjetischen Spieler am Ende die Silbermedaille vor den Ungarn. Beim 10:7 gegen die Niederlande warf Iwanow vier Tore. Bei der Weltmeisterschaft 1982 in Guayaquil spielten vier Mannschaften in der Endrunde die Podestplätze unter sich aus. Die sowjetische Mannschaft erkämpfte den Titel vor den Ungarn, den Deutschen und den Niederländern. Im Jahr darauf bei der Europameisterschaft 1983 in Rom gewann die sowjetische Mannschaft mit fünf Siegen und zwei Unentschieden den Europameistertitel vor den Ungarn und der spanischen Mannschaft. Nach 1966 und 1970 war dies der dritte Europameistertitel für die sowjetischen Wasserballspieler. 1984 konnte die sowjetische Mannschaft als amtierender Welt- und Europameister wegen des Olympiaboykotts nicht an den Olympischen Spielen in Los Angeles teilnehmen.
Bei der Europameisterschaft 1985 in Sofia gewann die sowjetische Mannschaft wie zwei Jahre zuvor fünf Spiele und erreichte zwei Unentschieden. Ungeschlagen verteidigte die Mannschaft ihren Europameistertitel vor den Jugoslawen und der Mannschaft aus der Bundesrepublik Deutschland. Kurz darauf siegte Iwanow mit der sowjetischen Studentenauswahl bei der Universiade in Kōbe vor der jugoslawischen Mannschaft und den Kubanern. 1986 bei der Weltmeisterschaft in Madrid belegte die sowjetische Mannschaft in der Vorrunde den zweiten Platz hinter dem Team aus den Vereinigten Staaten. Nach einer Halbfinalniederlage gegen die Jugoslawen traf die sowjetische Mannschaft im Spiel um Bronze wieder auf das US-Team. Diesmal gewannen die sowjetischen Spieler mit 8:6 nach Verlängerung, wobei Iwanow einen Treffer beisteuerte. Bei den Olympischen Spielen 1988 in Seoul belegte die sowjetische Mannschaft in der Vorrunde den zweiten Platz hinter der Mannschaft aus der Bundesrepublik Deutschland und erreichte die Endrunde nur durch die bessere Tordifferenz gegenüber den Italienern. Nach einem 7:8 gegen das US-Team traf die sowjetische Mannschaft im Spiel um Bronze wieder auf die Deutschen und siegte mit 14:13. Von seinen fünf Turniertoren warf Iwanow eines im Halbfinale.